# Jacques Marie Cyprien Victor Coste
Pour les articles homonymes, voir Coste.
Jacques Marie Cyprien Victor Coste est un naturaliste français, né le 11 mai 1807 à Castries et mort le 19 septembre 1873 à Résenlieu (anciennement Rézenlieu) près de Gacé (Orne).

## Biographie
Il est le fils de Jacques Coste et de Marguerite née Julien. Il étudie la médecine à la Faculté de médecine de Montpellier et suit notamment les cours de Jacques Mathieu Delpech (1777-1832). Il étudie, auprès de lui, une épidémie de choléra en Écosse.
Il enseigne l’anatomie à l’École pratique de Paris à partir de 1836 et enseigne l’embryologie au Collège de France à partir de 1844.
Informé de la découverte de Joseph Remy, un pêcheur vosgien de La Bresse, il s’intéresse à la reproduction artificielle des poissons. Sur la base d'un rapport qu’il fait paraître avec Henri Milne-Edwards (1800-1885), le gouvernement lui fait une avance pour la création d’un élevage industriel de poissons à Huningue (en réalité à Blotzheim), en Alsace, qui produit 600 000 truites et saumons en deux ans.
Il devient membre de l’Académie des sciences en 1851.
En 1852, il est nommé par Napoléon III à la tête d'une mission d'études sur la production des gisements naturels d'huîtres. Sa synthèse, établie à partir d'une enquête menée notamment à Fusaro et à Marennes, paraît en 1855 sous le titre Voyage d'exploration sur le littoral de la France et de l'Italie. Proche de l'Empereur et de l'impératrice Eugénie, dont il était le médecin personnel, il est nommé Inspecteur général des pêches maritimes, poste qui sera supprimé à sa mort. Il développe des expériences d'huîtrières artificielles, notamment à Arcachon en 1859.
Victor Coste crée en 1859 la station marine de Concarneau.
Il est nommé président de l'Académie des sciences en 1871. Il meurt en 1873 au château de Rézenlieu dans l'Orne, un peu oublié et aveugle, critiqué par la communauté scientifique. Son rôle de pionnier fut reconnu plus tard. Il est considéré comme le père de l'ostréiculture moderne.
Resté célibataire, il n'a pas de descendance.

## Publications
- Cours d'embryogénie comparée (Paris, 1837)
- Ovologie du kangourou (Paris, 1838)
- Histoire générale et particulière du développement des corps organisés (Paris, 1847-1859)
- Instructions pratiques sur la pisciculture (Paris, 2 volumes, 1853-1856)
- Voyage d'exploration sur le littoral de la France et de l'Italie (2 volumes, 1855-1861)

## Source
- Allen G. Debus (dir.) (1968). World Who’s Who in Science. A Biographical Dictionary of Notable Scientists from Antiquity to the Present. Marquis-Who’s Who (Chicago) : xvi + 1855 p.
- Wikins Noël P. Ponds, passes and parcs : aquaculture in Victorian Ireland, 1989, Dublin : The Glandale, Press LDT, Edit., 352 p.
- Bregeon Laurent, La vie de Victor Coste, préface au Voyage d'exploration sur le littoral de la France et de l'Italie - 1861, publié en 1993 par le Musée maritime de la Tremblade.